# Barbus machadoi
Barbus machadoi är en fiskart som beskrevs av Poll, 1967. Barbus machadoi ingår i släktet Barbus och familjen karpfiskar. IUCN kategoriserar arten globalt som otillräckligt studerad. Inga underarter finns listade.